# KATV
KATV est une station de télévision américaine affilié au réseau ABC détenue par Sinclair Broadcast Group et située à Little Rock dans l'Arkansas sur le canal 7.

## Diffusion
| Canal | Image | Format | Programme                              |
| ----- | ----- | ------ | -------------------------------------- |
| 7.1   | 720p  | 16:9   | Programmation principale KATV / ABC HD |
| 7.2   | 480i  | 16:9   | Comet (en)                             |
| 7.3   | 480i  | 16:9   | Charge! (en)                           |
| 7.4   | 480i  | 16:9   | TBD (en)                               |